# Saint-Constant-Fournoulès
Saint-Constant-Fournoulès is een gemeente in het Franse departement Cantal in de regio Auvergne-Rhône-Alpes. De gemeente is op 1 januari 2016 ontstaan door de fusie van de gemeenten Saint-Constant en Fournoulès. Saint-Constant-Fournoulès telde op 1 januari 2022 568 inwoners.

## Geografie
De oppervlakte van Saint-Constant-Fournoulès bedroeg op 1 januari 2022 28,98 vierkante kilometer; de bevolkingsdichtheid was toen 19,6 inwoners per km².
De onderstaande kaart toont de ligging van Saint-Constant-Fournoulès met de belangrijkste infrastructuur en aangrenzende gemeenten.

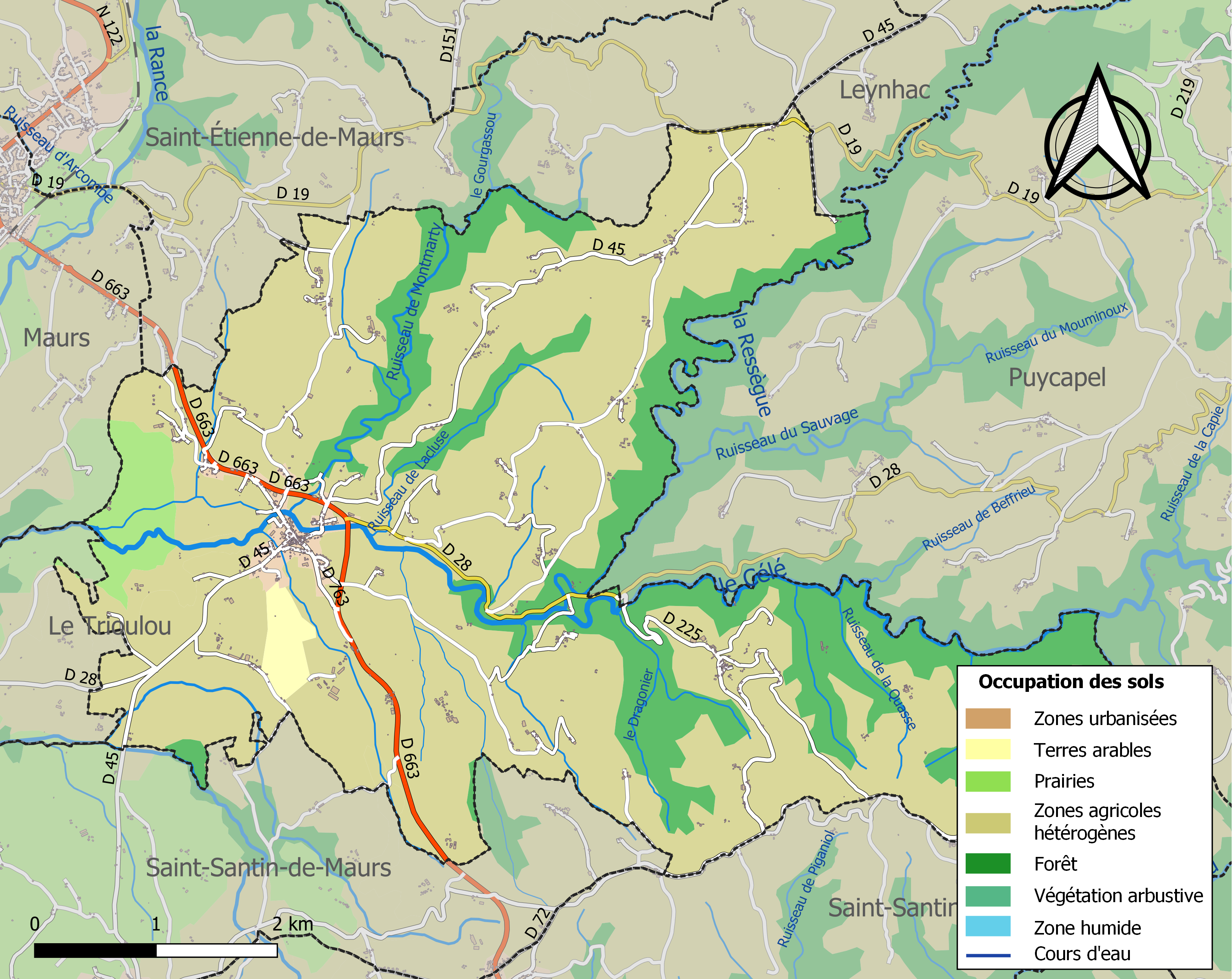